# Долгополов, Василий Иванович
Василий Иванович Долгополов (1906—1953) — старший сержант Рабоче-крестьянской Красной Армии, участник Великой Отечественной войны, Герой Советского Союза (1945).

## Биография
Василий Долгополов родился 18 апреля 1906 года в Иркутске в рабочей семье. Получил начальное образование, после чего работал на лесозаготовках и лесосплавах. В августе 1942 года Долгополов был призван на службу в Рабоче-крестьянскую Красную Армию и направлен на фронт Великой Отечественной войны. К июню 1944 года старший сержант Василий Долгополов командовал отделением 257-й отдельной разведроты 199-й стрелковой дивизии 49-й армии 2-го Белорусского фронта. Отличился во время освобождения Могилёвской области Белорусской ССР.
В ночь с 26 на 27 июня 1944 года, несмотря на массированный обстрел артиллерии и миномётов противника, Долгополов одним из первых в роте переправился через Днепр в районе деревни Требухи (ныне — Калиновая Могилёвского района) и принял активное участие в захвате и удержании плацдарма на его западном берегу. Рота, в которой служил Долгополов, первой захватила плацдарм на западном берегу Днепра в полосе наступления всего корпуса.
Указом Президиума Верховного Совета СССР от 24 марта 1945 года старший сержант Василий Долгополов был удостоен высокого звания Героя Советского Союза с вручением ордена Ленина и медали «Золотая Звезда».
После окончания войны Долгополов был демобилизован. Проживал в Иркутской области, работал на лесосплаве. Трагически погиб 18 апреля 1953 года во время вскрытия реки. Похоронен в деревне Окраина Чунского района Иркутской области.
Был также награждён орденами Отечественной войны 2-й степени и Красной Звезды, а также рядом медалей.
В честь Долгополова названа улица в Иркутске.